# NHS COVID-19
NHS COVID-19는 영국과 웨일스의 코로나19 범유행의 확산을 막기 위해 개발된 추적 어플이다. 2020년 9월 24일부터 안드로이드와 iOS의 스마트폰에서 만 16세 이상이면 누구나 사용이 가능하다.
두 가지 버전의 어플이 만들어졌다. 첫 번째는 NHSX가 의뢰하여 미국의 소프트웨어 회사인 VM웨어에서 개발됐다. 파일럿 테스트 프로그램은 2020년 5월에 시작되었지만, 6월 18일 앱 개발이 중단되었다. 스코틀랜드와 북아일랜드에서는 별도의 접촉 추적 어플을 출시하였다.

## 같이 보기
- 코로나19 앱